# Jason Kouchak
Jason Kouchak francia származású zongorista, zeneszerző és énekes dalszerző. Munkáival, jótékonysági tevékenységével világszerte megjelent az Egyesült Királyságtól kezdve Franciaországon, Japánon és Szingapúron át Hong Kongig.

## Gyermekkora
Jason Mariano Kouchak Lyonban, Franciaországban született, a Westminster School diákja volt, majd a Royal College of Music és az Edinburgh-i Egyetem klasszikus zongora szakán tanult. Alekszandr Vasziljevics Kolcsak katonatisztnek, az orosz flotta tengernagyának leszármazottja.

## Előadóművészi és stúdiómunkái
Jason Kouchak öt stúdióalbumot adott ki, amelyből kettőt az Abbey Road Studiosban rögzített. Saját szerzeményeit előadta már a BBC-ben és a japán televíziótársaságnál, az NHK-nál is. Klasszikus zongoristaként világszerte turnézott Hong Kongtól Szingapúron keresztül Japánig.
Fellépett a londoni Royal Festival Hallban, a párizsi Salle Pleyelben, a szentpétervári Marjinsky Színházban és az Edinburgh International Festivalon is.
Előadta a Julian Lloyd Webber és Jiaxin Cheng számára hangszerelt A hold a szívemet jelképezi című kínai zeneművet a Chelsea Arts Clubban, a Lloyd Webber hatvanadik születésnapjára rendezett gálakoncerten, és fellépett Londonban a Chopin-bicentenáriumon a Guildhallban Elaine Paige-zsal 2010-ben.
Emellett kabaré-előadásokban énekelt a Café de Parisban és a Café Royalban.
2012-ben a Galle Literary Festivalon Tom Stopparddal lépett fel, majd a London Chess Classic nyitórendezvényén adott elő.Ugyanebben az évben az Egyesült Királyság Francia Filmfesztiváljának zenei igazgatója lett Londonban és Edinburgh-ban, és fellépett a párizsi brit nagykövetség Chopin-évfordulóján is.

## Kiemelkedő fellépései
1990-ben vendégművészként lépett fel Margit brit királyi hercegnő hatvanadik születésnapján a Ritz Hotelben és Zeffirelli Hamlet-premierjén is.
Kouchak saját Sakura-feldolgozását adta elő a Kobe földrengés jótékonysági eseményén 1995-ben és Akihito japán császár a Victoria and Albert Museumban 1998-ban. A darabot aztán Julian Lloyd Webberrel együtt rögzítette Webber Cello Moods albumára, amelyet Yuka Sato olimpiai bajnok jégkorcsolyázó mutatott be 1999-ben.
2011-ben és 2013-ban Kouchak előadta a Тёмная ночь című orosz darabot.
2015 márciusában előadta a az Emirates Airline Irodalmi Fesztiváljának nyitóeseményén, és 2016-ban ő szerezte a fesztivál hivatalos dalát is..2019-ben Kouchak előadta a Norway Chess.

## Jótékonyság
Kouchak hozzájárult John Tenniel Alice Csodaországban sakk-készletének létrehozásához, és 2010-ben Stuart Conquesttel együtt két óriás gyermeksakk-készlet létrehozásához is a londoni Holland parkban  és az edinburgh-i The Meadows parkban.  Ő szerezte a CSC jótékonysági szervezet hivatalos dalát, a Moving Forwardot.
Kouchak alapította a Tsubasa Gyermekkórust 2011-ben, amely a királynő 2012-es jubileumán a londoni Trafalgar Squere-en megnyitotta a Matsuri Fesztivált Holst Bolygók című zeneművének Jupiter című darabjával. 2016-ban a sakkhoz és a baletthez köthető zeneműveit mutatták be a British Museum ban és New York ban is, amely eseményeken a nőket ünnepelték mint a sakk királynőit.2018-ban Polgar Judit ítélte oda Goodwill Ambassador of Artistic Values of Chesst.
 

## Lemezfelvételei
- Space Between Notes (2017)
- Comme d'Habitude (2011)[1]
- Midnight Classics (2008)
- Forever (2001)
- Watercolours (1999)
- Première Impression (1997)
- Cello Moods (Sakura only)